# Zündapp Janus
La Zündapp Janus était une mini-voiture construite par le constructeur Zündapp entre 1956 et 1958.

## Histoire

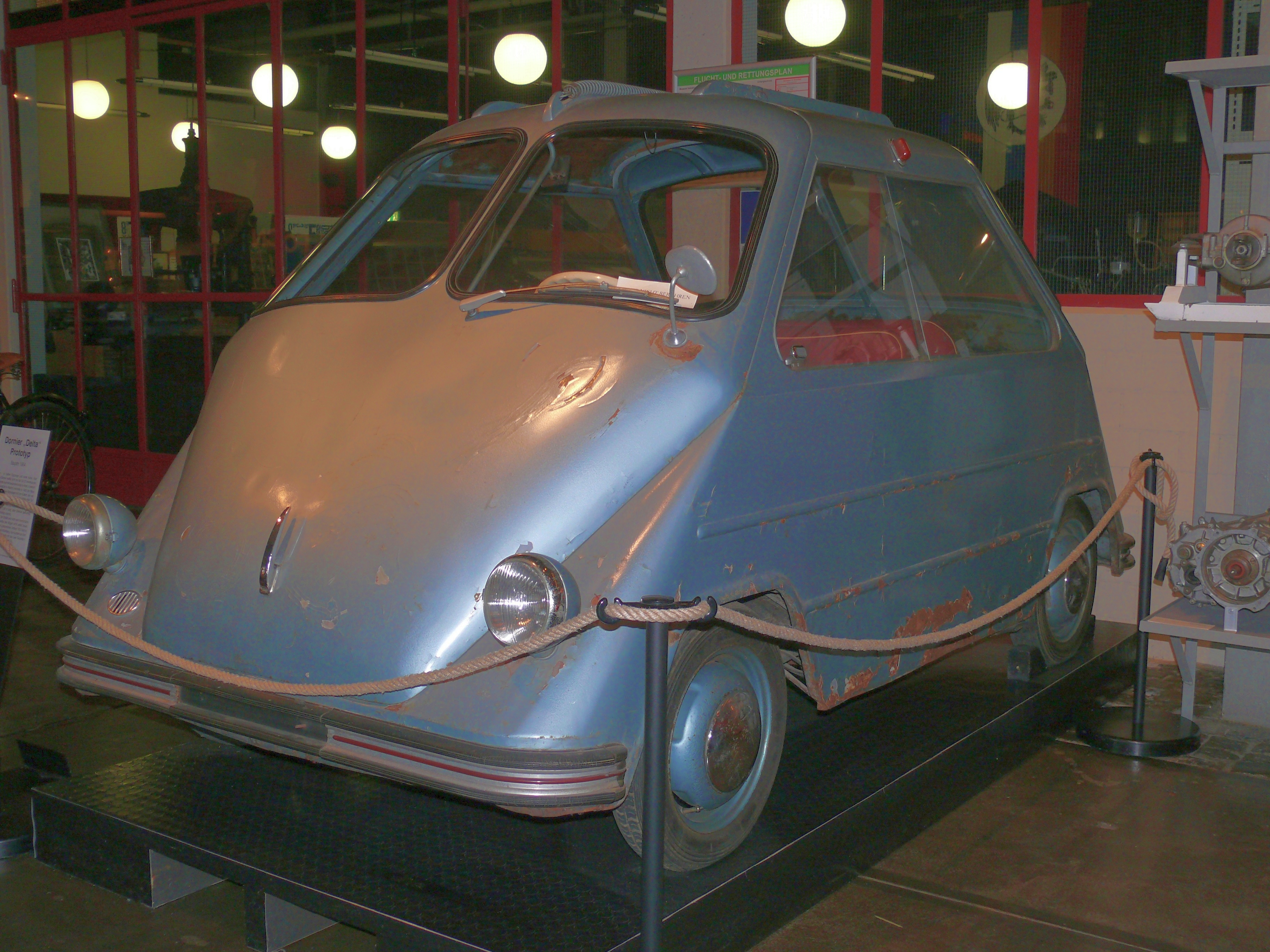
Une Dornier Delta

Après la Seconde Guerre mondiale, Claude Dornier chercha à diversifier sa compagnie Dornier, interdisant la fabrication d'avions aux Allemands jusqu'à la fin des années 1950. Il encouragea son fils à explorer de nouveaux domaines, ce qui aboutit au concept du Dornier Delta, un véhicule avec des sièges disposés dos à dos. Manquant d'infrastructure pour fabriquer des voitures, Dornier conclut que cela n'était pas rentable.
Zündapp, fabricant de deux-roues, réagit à la montée des mini-voitures en développant un véhicule tout-temps. Après avoir exploré plusieurs partenaires potentiels, Zündapp se tourna vers Dornier pour la licence de fabrication. Le résultat fut un véhicule avec des portes avant et arrière opposées, permettant une certaine économie de production avec des pièces interchangeables. Le véhicule fut nommé Janus, d'après le dieu romain à deux visages, symbolisant son design unique.
La Zündapp Janus pouvait atteindre une vitesse de 80 km/h avec un moteur de moins de 250 cm³. Malgré ses caractéristiques innovantes, elle était coûteuse et peu d'options étaient disponibles. Le véhicule, léger et aux performances modestes, pouvait être dangereux en raison de sa construction légère.

## Galerie

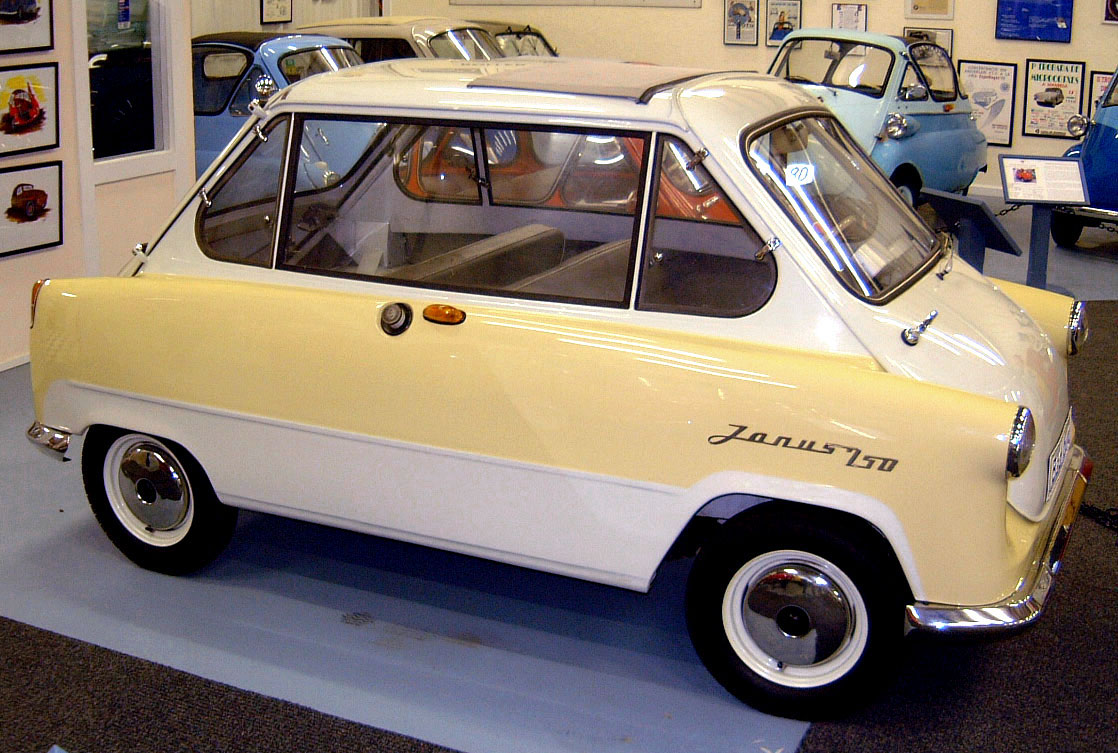
Vue avant de la Zündapp Janus
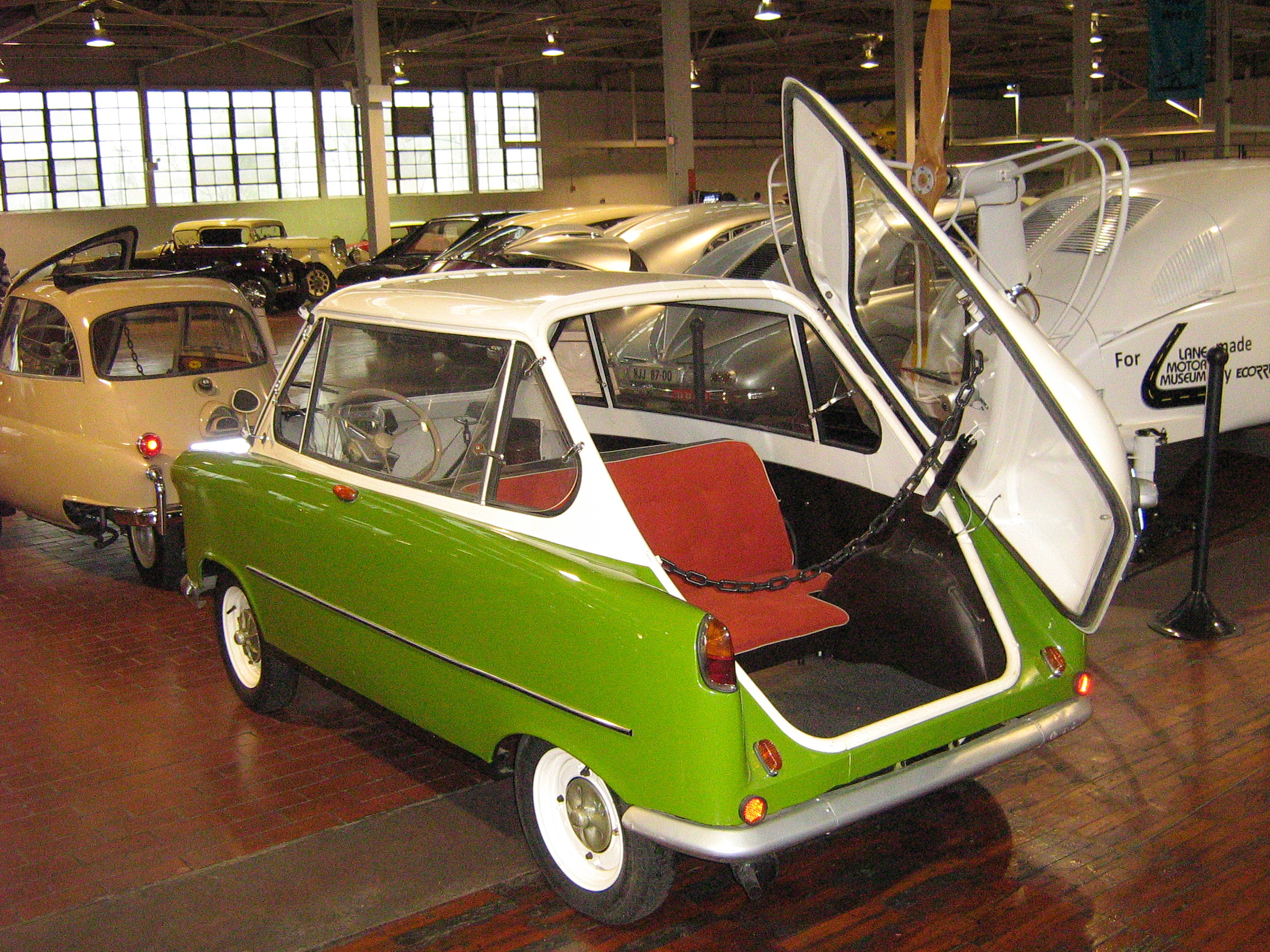
Modèle 1956
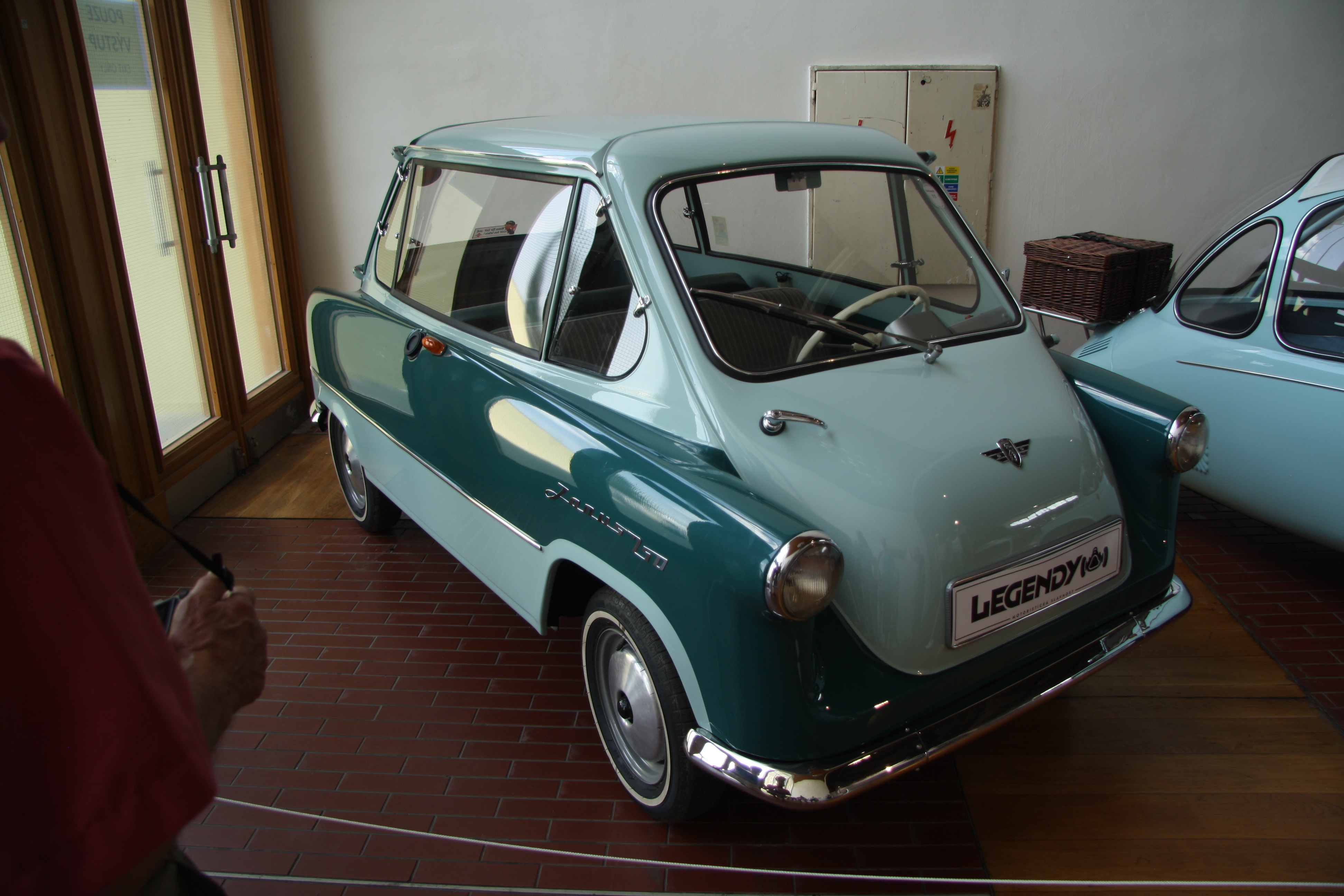
Zündapp Janus lors de l'événement Legendy 2018 à Prague